# Sehlem (Rajna-vidék-Pfalz)
Sehlem település Németországban, Rajna-vidék-Pfalz tartományban. Lakosainak száma 1024 fő (2023. december 31.).

## Népesség
A település népességének változása:
| Lakosok száma | 786  | 940  | 969  | 981  | 1002 | 1024 |
|               | 1975 | 2017 | 2019 | 2021 | 2022 | 2023 |